# Adparticella
Un'adparticella (calco dell'inglese adparticle, contrazione di adsorbed particle, ovvero particella adsorbita) è un atomo, una molecola o un gruppo di atomi o molecole che giacciono sulla superficie di un cristallo; il  termine viene utilizzato nell'ambito della chimica delle superfici. Un'adparticella che sia un singolo atomo viene chiamato adatomo.